# Ріхард Авенаріус
Ріхард Авенаріус (нім. Richard Avenarius, 19 листопада 1843 — 18 серпня 1896) — німецько-швейцарський філософ, професор Цюрихського університету, засновник емпіріокритицизму.

## Біографія
Ріхард Авенаріус народився в 1843 році в Парижі. Мати Авенаріуса була зведеною сестрою Ріхарда Вагнера. Вагнер був його хрещеним батьком.
Авенаріус навчався в Лейпцигу та Берліні. Спільно з В. Вундом він у 1876 році почав видавати в Німеччині «Тримісячник наукової філософії», що мав помітний вплив на культурне життя Німеччини. З 1877 року і до самої смерті він викладав «індуктивну філософію» в Цюрихському університеті. У 1877 році Авенаріус заснував в Лейпцигу журнал «Vierteljahrschrift für wissenschaftliche Philosophie».
Авенаріус став засновником нового філософського вчення, названого ним «емпіріокритицизм», який за відправний пункт пізнання приймає не мислення чи суб'єкт, не матерію або об'єкт, а досвід у тому вигляді, в якому він безпосередньо пізнається людьми, а тому метод Авенаріуса полягає в чистому описі емпірично даного. Вчення Авенаріуса про «принципову координацію» («без суб'єкта немає об'єкта, і без об'єкта немає суб'єкта») відкидає об'єктивну реальність, яка існує поза і незалежно від свідомості. Об'єктивній істині Авенаріус протиставляє біологічну цінність пізнання за принципом найменшої витрати сил. Його метою була розробка філософії як строгої науки, подібної до природознавчих дисциплін.
Філософію Авенаріуса різко розкритикував Ленін у роботі «Матеріалізм і емпіріокритицизм». Вона (філософія) мала серйозний вплив на фізиків XX століття, наприклад, про це свідчить Ервін Шредінгер.